# Toronto (Kansas)
Toronto es una ciudad ubicada en el condado de Woodson en el estado estadounidense de Kansas. En el año 2010 tenía una población de 281 habitantes y una densidad poblacional de 281 personas por km².

## Geografía
Toronto se encuentra ubicada en las coordenadas 37°47′55″N 95°56′58″O / 37.79861, -95.94944 (37.798598, -95.949555).

## Demografía
Según la Oficina del Censo en 2000 los ingresos medios por hogar en la localidad eran de $19,643 y los ingresos medios por familia eran $26,667. Los hombres tenían unos ingresos medios de $23,500 frente a los $13,929 para las mujeres. La renta per cápita para la localidad era de $14,960. Alrededor del 15.9% de la población estaban por debajo del umbral de pobreza.